# Alfredo Biondi
Pour les articles homonymes, voir Biondi.
Alfredo Biondi, né le 29 juin 1928 à Pise et mort le 24 juin 2020 à Gênes, est un avocat et homme politique italien. 

## Biographie
Alfredo Biondi a été parlementaire de 1968 à 1972, puis de 1979 à 2008. Il a été ministre à trois reprises :
- ministre des Politiques communautaires (1982-1983) ;
- ministre de l’Écologie (1983-1985) ;
- ministre des Grâces et de la Justice (1994-1995) dans le gouvernement Berlusconi I.

Il a été secrétaire du Parti libéral italien de 1985 à 1986.
Il a également été vice-président de la Chambre des députés à quatre reprises.